# (1908) Pobeda
(1908) Pobeda (1972 RL2; 1940 CG; 1952 SP; 1952 TG; 1960 EC; 1970 GO1; 1973 YN2) ist ein Asteroid des Hauptgürtelasteroids, der am 11. September 1972 von Nikolai Stepanowitsch Tschernych im Krim-Observatorium entdeckt wurde.